# Max Leemann
Max Leemann (Meilen, 12 juni 1932 – Männedorf, 10 april 2002) was een Zwitsers componist, dirigent, trompettist en muziekuitgever. Voor bepaalde werken gebruikte hij het pseudoniem: Lex Abel.

## Levensloop
Leemann groeide op in een landelijke omgeving. Hij begon binnen de plaatselijke muziekvereniging met het bespelen van de blokfluit en leerde ook het accordeon te bespelen. Hij studeerde van 1948 tot 1951 aan het Konservatorium für Klassik und Jazz in Zürich en vervolgens aan het Conservatoire national supérieur de musique in Parijs. Na het behalen van zijn diploma's was hij van 1951 tot 1955 trompettist in het orkest van het Städtebund-Theater in Biel/Bienne/Solothurn en in het omroeporkest van de Radio Svizzera Italiana/"Monte Ceneri" in Lugano.
Vanaf 1955 werkte hij zowel als dirigent van diverse blaasorkesten alsook als componist. In 1959 werd hij opvolger van Heinrich Steinbeck als dirigent van de Stadtmusik Arbon. In deze functie bleef hij tot 1965. De verdere blaasorkesten waren de Feldmusik Unterägeri, de Stadtmusik "Eintracht" Zürich, de Musikverein Dällikon en de Musikverein Zollikon (1958-1970). Later was hij ook dirigent van de Politiemuziekkapel van het kanton Zürich en vanaf 1968 de Stadtmusik Rapperswil. met die hij zich in het bijzonder verbonden voelde.
In 1961 verhuisde hij met zijn familie terug naar Meilen en richtte daar de muziekuitgeverij "Belgano" op, waarin - naast werken van andere componisten - vooral eigen composities gepubliceerd werden. Hij componeerde tot aan zijn dood rond 100 werken.

## Composities

### Werken voor harmonieorkest
- 1958 Züri Leu
- 1960 Ehrengarde, mars
- 1960 Seeburg Marsch
- 1960 Zur Feier des Tages
- 1961 Rimballzello boogiewoogie
- 1961 Top-Fit, dixieland
- 1962 Mit Trompeten und Posaunen
- 1963 Show-Time, jazz-mars
- 1964 Mixed-Pickles, moderne selectie
- 1964 Trünggeler-Marsch
- 1965 Capo San Martino, mars
- 1967 Golden Line, jazz-fantasie
- 1968 Beat and Sweat, jazz-suite
  1. Rock-Fox
  2. Beat-Waltz
  3. Slop
- 1970 Baby-Face, kalliope
- 1970 Bundesrat-Brugger-Marsch
- 1970 Froh und Heiter mars
- 1970 Monte Rosa, mars
- 1970 Sunny Corner, jazz-mars
- 1972 Acapulco, paso doble vivo
- 1972 Piz Corvatsch, mars
- 1972 Riva Bella, mars
- 1972 Shop-Ville, jazz-mars
- 1973 Für Jung und Alt, mars
- 1973 Pfannenstiel-Ländler
- 1974 Rapperswiler Marsch
- 1974 Rosenstadt, mars
- 1976 Leichte Brise, galop
- 1977 Auf Schritt und Tritt, mars
- 1977 Non-Stop-Revue, medley
- 1978 Klingende Grüsse, mars
- 1978 Über Stock und Stein, polka
- 1979 Salve Carona, mars
- 1980 Music box, moderne selectie
- 1981 Spielbereit, mars
- 1983 Angelina, polka
- 1983 Der Musikmacher, mars
- 1983 Lachende Augen, wals
- 1984 Jackpot, dixieland
- 1985 Unsere Stadt, symfonisch gedicht
  1. Auf dem Schloss
  2. Im Rosengarten
  3. In der Altstadt
- 1986 Immer im Schuss, mars
- 1986 Regenbogen, wals
- 1987 A Life Hystorie
- 1987 Musik im Blut, mars
- 1987 Nach Lust und Laune, polka
- 1988 Rock for lovers, rock-'n-roll
- 1989 Intrada gloriosa
- 1990 Vom Gügelerturm, mars
- 1991 Amigos, mars
- 1998 Flashlights
- 2001 Belgano Marsch
- Am Rossbach, wals
- Bahama Blues
- Hotline
- Longstreet Dixie